# 芒特霍利 (阿肯色州)
芒特霍利（英語：Mount Holly）是位於美國阿肯色州猶尼昂縣的一個非建制地區。該地的面積和人口皆未知。

## 地理
芒特霍利的座標為33°18′09″N 92°57′18″W / 33.30250°N 92.95500°W，而該地的平均海拔高度為80米（即262英尺）。